# 順風秀一
順風 秀一（じゅんぷう しゅういち、1966年2月16日 - ）は、大阪府四條畷市出身の元プロ野球選手（捕手）。

## 来歴・人物
比叡山高では、2年夏、3年夏の甲子園に連続出場。社会人野球のいすゞ自動車では18年ぶりの都市対抗野球出場に貢献、プロ入りを志願して1989年オフにドラフト外でロッテオリオンズに入団。
1993年に一軍登録されるが出場機会はなく、同年限りで現役を引退した。
引退後は、神奈川県内の不動産会社に勤めている。

## 詳細情報

### 年度別打撃成績
- 一軍公式戦出場なし

### 背番号
- 70 （1990年 - 1993年）